# Paraptorthodius queretaroensis
Paraptorthodius queretaroensis är en skalbaggsart som beskrevs av Juan A. Zaragoza 1999. Paraptorthodius queretaroensis ingår i släktet Paraptorthodius och familjen Phengodidae. Inga underarter finns listade i Catalogue of Life.